# Maison Saint-Martin (Reims)
La maison de retraite  Saint-Martin  est un bâtiment situé dans le Quartier Tunisie - Coutures - Épinettes à Reims, bâti à l’initiative de la congrégation des Petites Sœurs des pauvres.
Elle est située 38 rue de Bétheny, et est reprise comme éléments de patrimoine d’intérêt local.

## Histoire
La congrégation des Petites Sœurs des pauvres est fondée en 1839 par la religieuse Jeanne Jugan. 
Elles se consacrent principalement à l'assistance des personnes âgées.
C’est en 1869, que fut fondée la Maison de Reims des Petites Sœurs des Pauvres, sur la Paroisse Saint-Maurice, au n° 93 de la Rue Neuve (actuellement Rue Gambetta). En 1872, le terrain sur lequel s’élève la maison actuellement rue de Bétheny, est acheté à la famille Lhotelain.
Des travaux sont menés de 1873 à 1878, sur un immense terrain, situé 38, rue de Bétheny. 
Ils sont dirigés par l’architecte Alphonse Gosset. 
En 2003, cet établissement devient un EHPAD. 
Touchées par le manque de vocations, les Petites Sœurs des Pauvres quittent les lieux début 2013. La maison de retraite est reprise par l’association « Pierre angulaire ».

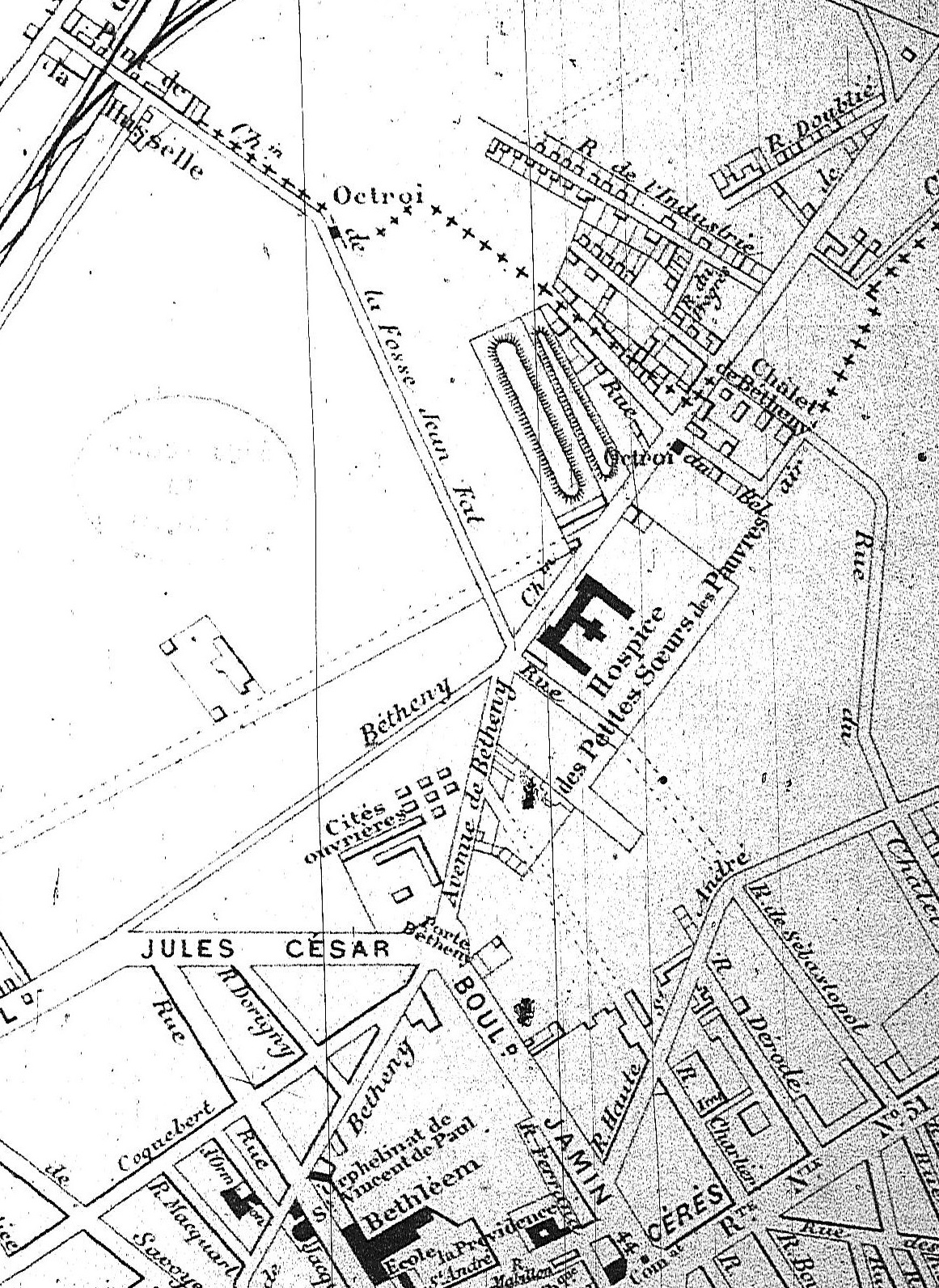
Plan de l'établissement

## Les bâtiments
Les bâtiments forment un E, avec au centre, une chapelle.
Ils sont composés d’un un rez-de-chaussée, de deux étages et un étage en comble.
Les bâtiments donnent, à l’arrière, sur un parc arboré.

### La chapelle
16 fenêtres de la chapelle de la Maison Saint-Martin comportent des vitraux de Gérard Lardeur. Ils ont été installés en 1958.